# Szerbia és Montenegró a 2006. évi téli olimpiai játékokon
Szerbia és Montenegró az olaszországi Torinóban megrendezett 2006. évi téli olimpiai játékok egyik részt vevő nemzete volt. Az országot az olimpián 4 sportágban 7 sportoló képviselte, akik érmet nem szereztek.

## Alpesisí
Férfi
| Versenyző       | Versenyszám | 1. futam | 1. futam | 2. futam | 2. futam | Összesítés | Összesítés |
| Versenyző       | Versenyszám | Idő      | Hely.    | Idő      | Hely.    | Idő        | Helyezés   |
| --------------- | ----------- | -------- | -------- | -------- | -------- | ---------- | ---------- |
| Želimir Vuković | Műlesiklás  | 1:00,51  | 42.      | kizárták | kizárták | kiesett    | kiesett    |

Női
| Versenyző      | Versenyszám            | 1. futam | 1. futam | 2. futam | 2. futam | Összesítés | Összesítés |
| Versenyző      | Versenyszám            | Idő      | Hely.    | Idő      | Hely.    | Idő        | Helyezés   |
| -------------- | ---------------------- | -------- | -------- | -------- | -------- | ---------- | ---------- |
| Jelena Lolović | Műlesiklás             | 46,44    | 39.      | 56,36    | 47.      | 1:42,80    | 43.        |
| Jelena Lolović | Óriás-műlesiklás       | 1:05,00  | 34.      | 1:13,84  | 31.      | 2:18,84    | 30.        |
| Jelena Lolović | Szuperóriás-műlesiklás |          |          |          |          | 1:37,45    | 43.        |
| Marija Trmčić  | Műlesiklás             | 49,47    | 47.      | 53,99    | 44.      | 1:43,46    | 46.        |

## Biatlon
Férfi
| Versenyző             | Versenyszám  | Lövőhiba    | Időeredmény | Helyezés |
| --------------------- | ------------ | ----------- | ----------- | -------- |
| Aleksandar Milenković | 10 km sprint | 6 (1+5)     | 33:17,7     | 85.      |
| Aleksandar Milenković | 20 km egyéni | 9 (1+3+1+4) | 1:10:36,3   | 85.      |

## Műkorcsolya
| Versenyző        | Versenyszám  | Rövid program | Rövid program | Kűr     | Kűr     | Összesítés | Összesítés |
| Versenyző        | Versenyszám  | Pont          | Hely.         | Pont    | Hely.   | Pont       | Helyezés   |
| ---------------- | ------------ | ------------- | ------------- | ------- | ------- | ---------- | ---------- |
| Trifun Živanović | Férfi egyéni | 53,40         | 26.           | kiesett | kiesett | kiesett    | kiesett    |

## Sífutás
Férfi
| Versenyző             | Versenyszám | Eredmény      | Helyezés      |
| --------------------- | ----------- | ------------- | ------------- |
| Aleksandar Milenković | 50 km       | nem ért célba | nem ért célba |

Női
| Versenyző         | Versenyszám | Eredmény      | Helyezés      |
| ----------------- | ----------- | ------------- | ------------- |
| Branka Kuzeljević | 15 km       | nem ért célba | nem ért célba |